# Dobrošovice
Dobrošovice jsou malá vesnice, část obce Jesenice v okrese Příbram ve Středočeském kraji. Nachází se asi dva kilometry jižně od Jesenice. Vesnicí prochází silnice II/120. Je zde evidováno 23 adres. V roce 2011 zde trvale žilo 66 obyvatel.
Dobrošovice (dříve Divišovice II) jsou také název katastrálního území o rozloze 2,6 km². V katastrálním území Dobrošovice leží i Vršovice.

## Historie
První písemná zmínka o vesnici pochází z roku 1358.

## Obyvatelstvo
| Rok            | 1869 | 1880 | 1890 | 1900 | 1910 | 1921 | 1930 | 1950 | 1961 | 1970 | 1980 | 1991 | 2001 | 2011 | 2021 |
| -------------- | ---- | ---- | ---- | ---- | ---- | ---- | ---- | ---- | ---- | ---- | ---- | ---- | ---- | ---- | ---- |
| Počet obyvatel | 115  | 102  | 118  | 113  | 102  | 103  | 91   | 65   | 66   | 58   | 56   | 52   | 48   | 66   | 59   |
| Počet domů     | 16   | 16   | 17   | 17   | 17   | 17   | 17   | 17   | 17   | 15   | 14   | 18   | 18   | 22   | 26   |

## Obecní správa
Při sčítání lidu v letech 1850–1960 Dobrošovice byly osadou obce Divišovice v okrese Sedlčany. Od 12. června 1960 jsou částí obce Jesenice v okrese Příbram.

## Pamětihodnosti
- Kaple čtverhranného půdorysu se nalézá u silnice II/120.

## Galerie

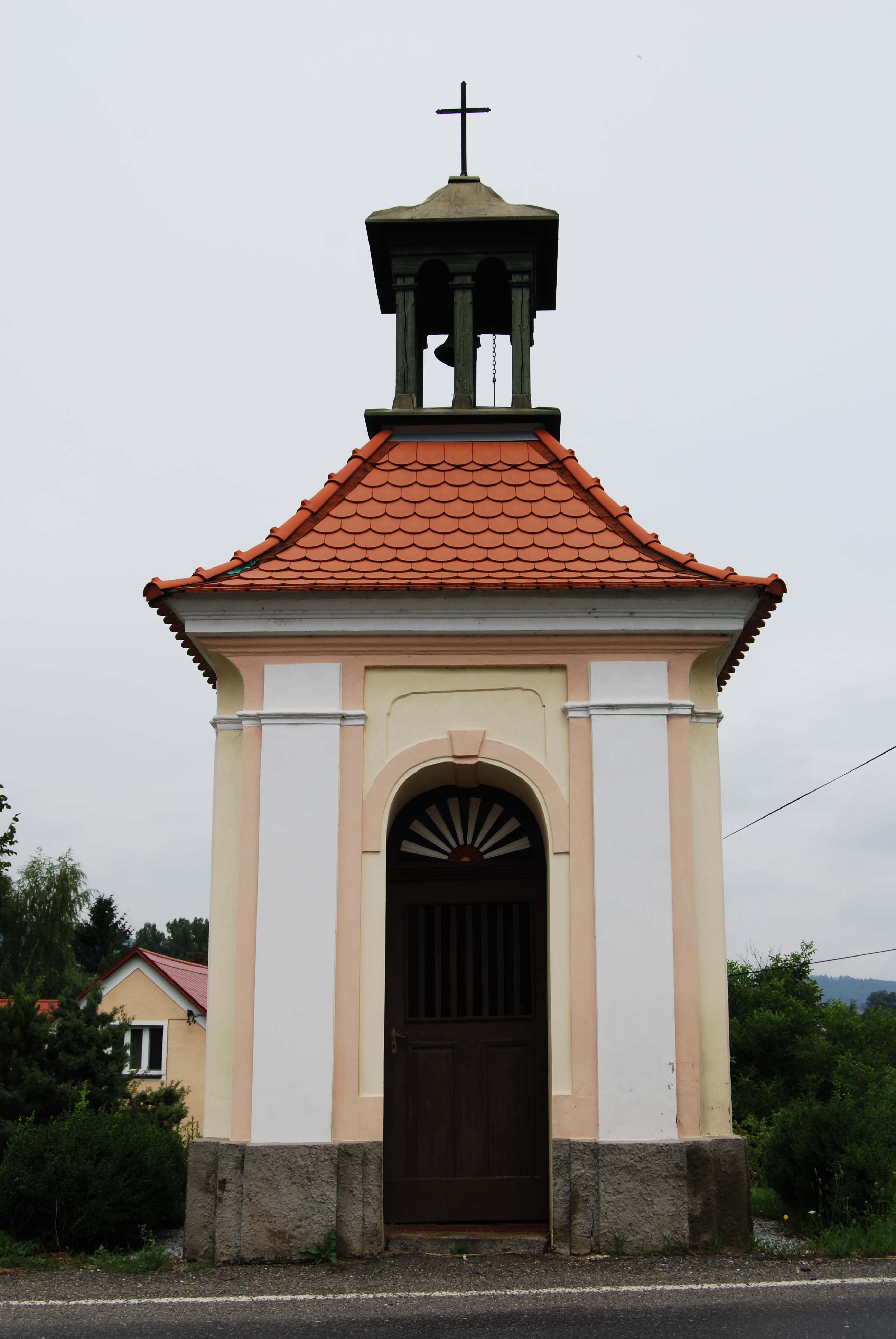
Návesní kaple
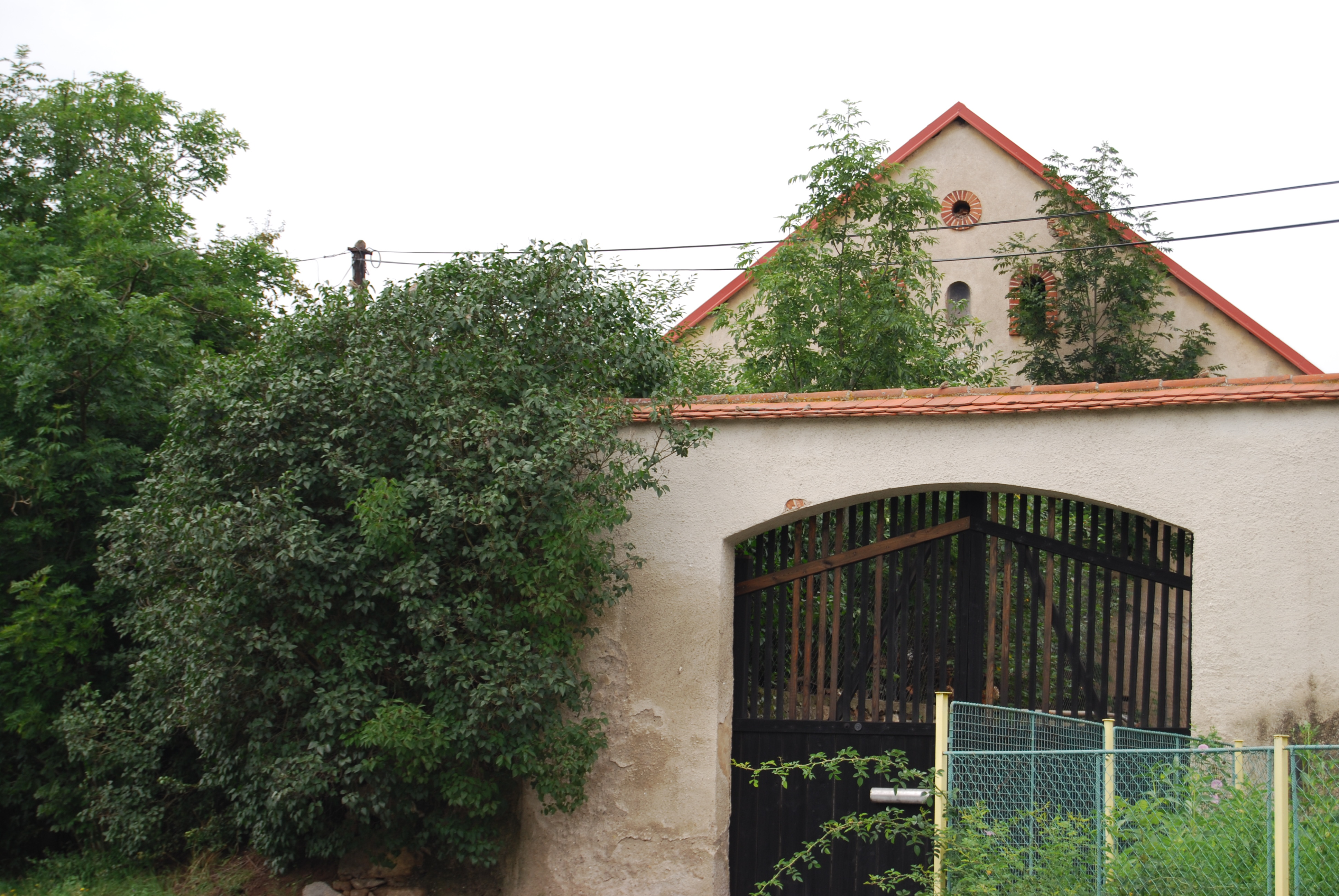
Štít a brána venkovské usedlosti
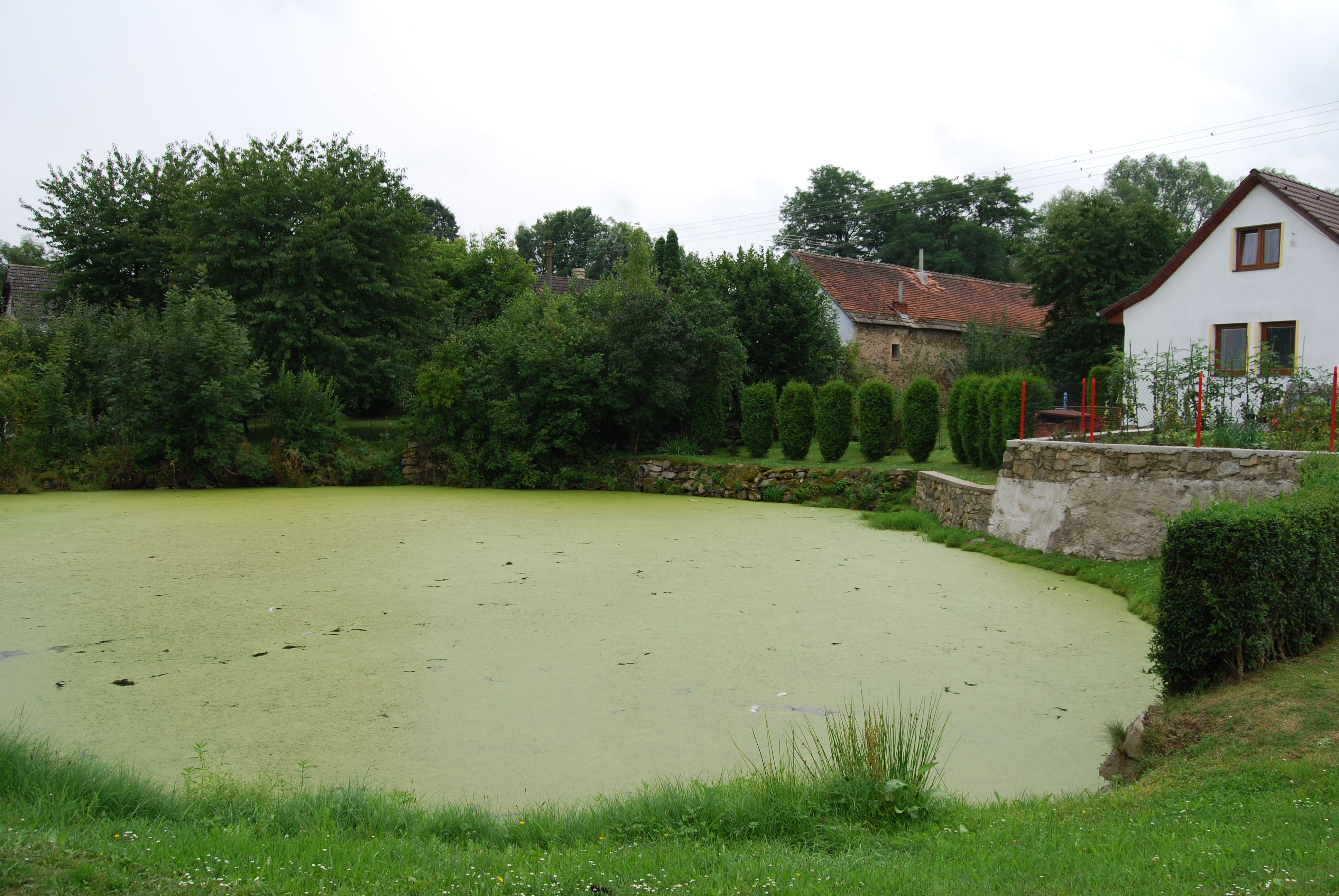
Rybník ve vsi